# National Heroes Stadium
Het National Heroes Stadium is een multifunctioneel stadion in Lusaka, een stad in Zambia. Het stadion wordt vooral gebruikt voor voetbalwedstrijden, het nationale voetbalelftal van Zambia maakt gebruik van dit stadion. In het stadion is plaats voor 60.000 toeschouwers. Het stadion werd geopend in 2014.

## Bouw en opening
Het stadion werd gebouwd met behulp van geld uit China. De Shanghai Construction Company was de hoofdaannemer. Zambia wilde met de bouw van dit stadion de kans om gastland te mogen zijn voor het Afrikaans kampioenschap voetbal in 2019 vergroten. Die organisatie zou uiteindelijk naar Egypte gaan. In dit stadion werd in 2017 wel het  Afrikaans kampioenschap voetbal onder 20 gespeeld.

## Naam
Het stadion is vernoemd naar het Zambiaans voetbaldrama. Bij die ramp, die zich voltrok op 27 april 1993, kwam bijna het gehele Zambiaanse voetbalelftal om bij een vliegtuigongeluk ter hoogte van Libreville in Gabon. Aanvankelijk heette het stadion Gabon Disaster Heroes National Stadium.